# Caserío Iriarte Azpikoa
El caserío Iriarte Azpikoa en Anzuola (Guipúzcoa, España) es un caserío de planta rectangular y cubierta a doble vertiente, que cuenta con planta baja, primera y desván. Se apareja en mampostería y también presenta un interesante entramado de madera y ladrillo.
Por sus características formales se puede incluir este edificio dentro de la tipología de arquitectura rural popular de país, siendo un buen ejemplo de la misma, del que cabe destacar el zaguán, el cual presenta una potente viga de madera que se apoya en columna sobre pedestal.